# Francisco Garza Gutiérrez
Francisco Garza Gutiérrez (né le 14 mars 1904 - mort le 30 novembre 1997) était un footballeur international mexicain. 

## Club América
Le 12 octobre 1916, un groupe d'hommes dont lui et d'autres membres de la famille Garza dont son frère Rafael sont à l'origine de la création du Club América, en faisant fusionner le Récord FC et le Club Colón. Le Club América (nommé ainsi en l'honneur de la découverte de l'Amérique par Christophe Colomb) rejoint la Liga Mayor l'année suivante.
Garza joue ensuite pour son club ainsi que pour le Mexique.

## Équipe du Mexique
Les succès des frères Garza leur permettent de faire partie de l'équipe du Mexique. Ils font partie des premiers joueurs de l'histoire de la sélection du pays et participent à la coupe du monde 1930 en Uruguay, qui est leur première compétition internationale, ainsi que celle du pays. Il ne joue qu'un match pendant la coupe, contre l'Argentine.